# 菜葉菜
菜葉菜（なはな、7月17日 - ）は、日本の女優。本名、非公表。
東京都出身。ティー・アーティスト所属。

## 略歴
保育士を目指していたが、スカウトにより芸能界入り。2001年に園子温監督の映画『自殺サークル』で女優としてデビュー。
2005年の映画『YUMENO』でオーディションにて3,000人の中から選ばれて初主演、2006年のオムニバスホラー映画『コワイ女』の「鋼 －はがね－」では頭から頭陀袋を被った特異なキャラクターを脚のみで演じるなど、多くのインディーズ映画で主演やヒロインを務めて「インディーズ（映画）の女王」とも称されるようになり、次第にメジャー作品にも進出する。
映画を中心に活動する 一方で、劇団絶対王様に所属して舞台にも立ち、NHK教育テレビ『スペイン語会話』 などにも出演する。
2012年の『どんずまり便器』でゆうばり国際ファンタスティック映画祭2012にてベストアクトレス賞を受賞。

## 人物
特技はベリーダンス、書道、スポーツ。
芸名の菜葉菜には「1本では地味な菜の花が、菜の花畑となって華やかな存在感を放ってほしい」との願いが込められている。
女優を始めた当初は時に「宇宙人みたい」などと言われるという容姿にコンプレックスを抱いていたが、「不思議な顔だね」と目に留まってキャスティングされるようになり、自身の個性として認めるようになったという。
映画『YUMENO』（2005年公開）出演時には憧れの女優として『ザ・レイプ』の田中裕子や『濹東綺譚』の墨田ユキの名を挙げ「濡れ場も美しいし、色っぽい。私も脱ぎたいんです!」と語り、映画『赤い雪 Red Snow』（2019年公開）で初めて濡れ場を演じて「昔から脱ぐことに抵抗はなかった」「そういうお話が来ることがなかった」と語っている。「エロスって女性ならではのものだから、エロスを本当にエロいと思わせる女優さんになりたい」と語り、NHK教育『スペイン語会話』の出演にあたっては「ラテンのスペイン語を勉強して私のテーマであるエロの追求に役立てます」とコメントした。

## 出演

### 映画
- 自殺サークル（2001年）
- ノー・メモリー・ウーマン（2003年）
- YUMENO（2005年） - 主演・沢井ユメノ 役
- 夢の中へ（2005年）
- 富江 BEGINNING（2005年）
- ZOO（2005年）
- 私立探偵532（七つの顔）（2005年）
- 和室十畳の夜（2005年）
- 私の中のアイヒマン（2006年、内田英治） - 深雪 役
- 代々木ブルース（2006年、廣田正興）
- イッテ!（2006年、藤井徹）
- コワイ女 「鋼 －はがね－」（2006年） - 高橋鋼 役
- アイ・マイ・ミー・マイン（2006年、渡辺賢一）
- アコークロー（2007年） - 松田早苗 役
- わたしが沈黙するとき（2007年） - 利恵 役
- 片腕マシンガール（2008年、井口昇） - 藤井マサコ 役
- 地球でたったふたり（2008年） - ユイ・アイの母親 役
- ノン子36歳（家事手伝い）（2008年）
- ハッピーエンド（2008年、山田篤弘） - 主演
- 僕らは歩く、ただそれだけ（2009年動画公開、廣木隆一） - 主人公みゆきの地元の同級生役[注 3]
- アイ・アム I am.（2010年）
- 孤高のメス（2010年、成島出）
- 手のひらの幸せ（2010年） - 近藤優子 役
- Lost & Found（2010年）
- 掌の小説 第3話「日本人アンナ」（2010年） - 「私の妹」 役
- お姉ちゃん、弟といく（2010年） - 梅野沙希 役
- 憐れみムマシカ（2010年） - 柏木里美 役
- ヘヴンズ ストーリー（2010年）
- 百合子、ダスヴィダーニヤ（2011年、浜野佐知） - 主演・湯浅芳子 役
- 君の好きなうた（2011年、柴山健次） - 神谷利奈 役
- カイジ2 人生奪回ゲーム（2011年） - 1人目の姫
- どんずまり便器（2012年、小栗はるひ） - 主演・笹本ナルミ 役
- 私の奴隷になりなさい（2012年）
- ガッチャマン（2013年） - ISO職員 役
- おしん（2013年）
- リュウグウノツカイ（2014年） - 女性ディレクター 役
- 私のストライキ（V-ロート発売50周年記念コンテスト 優秀作品）(短編映画)（2014年12月14日YouTube動画公開 多田昌平） - 妻 役
- カラアゲ☆USA（2014年） - 渡辺那美子 役
- 狐独（2015年）（ハワイ ホノルル国際映画祭2017"最優秀外国映画賞"受賞）（上野山雅也） - 主演
- Bad Moon Rising（2015年） - 市川永久子 役
- 64（ロクヨン）（2016年） - 髙木まどか 役
- 太陽の蓋（2016年）
- ナミヤ雑貨店の奇蹟（2017年） - 川辺みどり 役
- 追憶（2017年） - 川端小夜子の妹 役
- ラストレシピ〜麒麟の舌の記憶〜（2017年） - 吉田加奈 役
- 赤い雪 Red Snow（2019年） - 主演・江藤小百合 役[2]
- 雪子さんの足音（2019年） - 小野田香織 役
- エリカ38（2019年） - 愛 役
- モルエラニの霧の中（2021年） - 水野麻里 役
- ノイズ（2022年）
- ワタシの中の彼女（2022年） -主演
- 夕方のおともだち（2022年2月4日） - ミホ 役
- ホテルアイリス（2021年・台湾　2022年2月18日 日本） - 母親 役
- 夜を走る（2022年5月13日）
- TOCKA［タスカー］（2022年11月）
- 愛のこむらがえり（2023年6月23日公開予定） - 橋本伸子 役[11]
- 僕の名前はルシアン（2023年） - 真希 役[12]
- 四十九 SeeK.1（2023年） [13]
- 行きがけの空（2025年） - 望月涼子 役[14]

### テレビドラマ
- 連鎖怪談 エピソード3（2005年、KBS京都ほか） - 主演
- 警視庁捜査一課9係 第1シーズン 第8話（テレビ朝日、2006年） - 佐藤カオリ 役
- 愛の迷宮 第3部（2007年、東海テレビ） - 橋本久美子 役
- 月曜ゴールデン（TBS）
  - 女取調官〜嬉野温泉・唐津・長崎殺人ルート〜（2011年） - 土山美鈴 役
  - 十津川警部シリーズ52（2014年5月12日） - 河野みどり 役
- 隠密八百八町 第7話（2011年、NHK） - お玉の方 役
- 横山秀夫サスペンス「仕返し」（2011年4月10日、WOWOW） - 安達洋子 役
- 陽はまた昇る（2011年7月 - 9月、テレビ朝日） - 新田茅乃 役
- 土曜ワイド劇場（テレビ朝日）
  - アナザーフェイス〜刑事総務課・大友鉄〜（2012年5月26日）
  - はみだし弁護士・巽志郎12（2012年10月20日） - 松本里奈 役
  - 私は代行屋!2 〜事件推理請負人〜（2013年11月2日） - 森安子 役
  - 100の資格を持つ女9（2015年1月17日） - 野本波留 役
  - 温泉 (秘) 大作戦16（2015年10月24日） - 向山茜 役
  - 新・ヤメ検の女6（2015年11月7日） - 井坂英子 役
- 連続テレビ小説 純と愛 第21週（2013年2月18日 - 、NHK） - 火野美矢 役
- ソドムの林檎〜ロトを殺した娘たち（2013年3月23日 - 4月13日、WOWOW） - 高橋春華 役
- 金曜プレステージ（フジテレビ）
  - 鬼女（2013年6月28日） - 八巻利恵 役
  - 更生人・土門恭介の再犯ファイル〜罪を犯した女たち〜（2014年2月21日） - 橋本美加 役
  - 警察庁特別監察官 氷の女・氷室透子 告発〜ある女性警察官の死（2014年7月11日） - 柏木みのり 役
- 水曜ミステリー9 介護ヘルパー紫雨子の事件簿2（2013年9月4日、テレビ東京） - 岸本綾子 役
- 遺留捜査スペシャル（2013年11月10日、テレビ朝日） - 内藤佳奈子 役
- 吉原裏同心（2014年6月26日 - 9月18日、NHK） - 若竹 役
- おやじの背中 第9話（2014年9月7日、TBS）
- 罪人の嘘 第2話・第4話（2014年9月7日・21日、WOWOW）
- SAKURA〜事件を聞く女〜 第4話（2014年11月10日、TBS） - 皆川由香里 役
- 女はそれを許さない 第7話（2014年12月2日、TBS） - 塚田まどか 役
- 徒歩7分（2015年1月6日 - 2月24日、NHK BSプレミアム） - 大島咲江 役
- 翳りゆく夏（2015年1月18日 - 2月15日、WOWOW） - 滝川絹江 役
- 松本清張特別企画 喪失の儀礼（2016年3月30日、テレビ東京） - 小池綾乃 役
- 鼠、江戸を疾る2 第5話（2016年5月12日、NHK） - お里久 役
- 沈まぬ太陽（2016年、WOWOW） - 西野智恵子 役
- ほんとにあった怖い話 夏の特別編2016 「夏の知らせ」（2016年8月20日、フジテレビ） - 美樹 役
- 模倣犯（2016年9月22日、テレビ東京） - ウェイトレス 役
- スニッファー 嗅覚捜査官 第5話（2016年11月19日、NHK） - 山内瞳 役
- 就活家族〜きっと、うまくいく〜（2017年1月12日 - 3月9日、テレビ朝日） - 橘美里 役
- 冬芽の人（2017年4月5日、テレビ東京） - 藤原麻子 役
- 沈黙法廷（2017年9月24日 - 10月22日、WOWOW） - 丸山香織 役
- 民衆の敵〜世の中、おかしくないですか!?〜 第1話・第2話・第7話（2017年10月23日・30日・12月4日、フジテレビ） - 西田マキ 役
- 監獄のお姫さま 第5話（2017年11月14日、TBS） - しー姉さん 役
- 警視庁・捜査一課長 season3 第2話（2018年4月19日、テレビ朝日） - 丹羽竹代 役
- ヘッドハンター  第3話（2018年4月30日、テレビ東京） - 江上唯 役
- 立花登青春手控え3（2018年） - お豊
- インハンド 第3話 - （2019年4月26日 - 、TBS） - 陣内志保 役
- 病院の治しかた〜ドクター有原の挑戦〜（2020年） - 倉嶋千廣
- まとわりつくオンナ - 五つの地獄編 第1話（2020年3月6日、TBS）[15]
- 月曜プレミア8 警視庁遺失物捜査ファイル（2020年8月24日、テレビ東京） - 泉澤理沙 役
- 正直不動産 第6話（2022年5月10日、NHK） - 加藤・妻 役
- しろめし修行僧 第8話（2022年5月28日、テレビ東京） - 志島葉子 役
- つまらない住宅地のすべての家（2022年10月10日 - 、NHK総合） - 日置昭子 役
- 相棒 season21 第20話・第21話（2023年3月8日・15日、テレビ朝日） - 真野亜沙子 役
- マルス-ゼロの革命-（2024年1月23日 - 3月19日、テレビ朝日） - 大咲志乃 役[16]
- 生きとし生けるもの（2024年5月6日、テレビ東京）
- 錦糸町パラダイス〜渋谷から一本〜（2024年7月13日 - 9月28日、テレビ東京） - 橘和子 役[17]
- 母の待つ里（2024年8月16日・23日、NHK BSプレミアム4K / 9月21日・28日、NHK BS） - シンコ 役[18][19]
- あきない世傳 金と銀（NHK BS・NHK BSプレミアム4K） - お才 役
  - あきない世傳 金と銀2（2025年4月6日 - 5月25日）[20]
  - あきない世傳 金と銀3（2026年春〈予定〉 - ）[21]

### オリジナルビデオ
- 狼の流儀（2012年）
- 虎狼の群れ1・2（2017年、コンセプトフィルム/オールインエンタテインメント）[22]

### 教育番組
- スペイン語会話（2006年4月 - 9月、NHK教育） - 生徒[8]

### ケーブルテレビ
- なの花本舗（一関ケーブルネットワーク、2007年7月20日 - arieと出演）
- 秋田ケーブルテレビ（2007年8月5日〜20日 - arieと出演、リピート放送）
- CAT-V（2007年8月6日 - arieと出演）

### MV
- arie『僕は…。』（2007年）

### インターネットTV
- インターネット放送局 あっ!とおどろく放送局/エクセラ presents 表参道カフェ「T-TIME」（2008年1月8日〜）

### Webドラマ
- 火花（2016年6月3日、Netflix） - 西田英利香 役

### Web映画
- クレイジークルーズ（2023年11月16日、Netflix）[23][24]

### ラジオ
- 東海ラジオミッドナイトスペシャル arieのネガイロケット（東海ラジオ、2007年7月19日）

### CM
- クボタ 壁がある。だから、行く。「For Promise．」篇（2022年2月3日 - ） - 陽子 役・渡辺哲と共演[25]

### 舞台

#### 劇団絶対王様公演
- 恐怖動物汁（2003年7月、紀伊國屋ホール）
- サンダードール（2004年3月、こまばアゴラ劇場）
- やわらかい脚立（2006年3月、紀伊國屋サザンシアター）
- 猫のヒゲのしくみ（2005年9月、シアターグリーン）
- 宇宙人の新撰組（ミュージカル風）（2006年3月、シアターアプル）
- カンフーガール（2006年9月、紀伊國屋サザンシアター）

## 受賞歴
- ゆうばり国際ファンタスティック映画祭2012 ベストアクトレス賞（『どんずまり便器』）[9]
- 第14回Los Angeles Japan Film Festival（2020年） 最優秀俳優賞（『赤い雪』）
- 映キャン!映画賞2022 最優秀女優賞（『夕方のおともだち』）
- アジアン・ポップアップ・シネマ映画祭（2023年） 功労賞